# Бангладешско-бразильские отношения
Бангладешско-бразильские отношения — двусторонние дипломатические отношения между Бангладеш и Бразилией. Государства являются членами «Группы 77» и Организации Объединённых Наций.

## Визиты на высоком уровне
В 2011 году министр иностранных дел Бангладеш Мохамед Миджарул Куэйс посетил Бразилиа с официальным визитом.

## Сотрудничество на международных форумах
В 2013 году Бангладеш обратился к Бразилии с просьбой поддержать его кандидатуру в Совет по правам человека в 2015 году и на должность непостоянного члена в Совете Безопасности ООН на срок 2016—2017 годов. В 2014 году Бразилия заверила Бангладеш в поддержке его кандидатур в Комиссии ООН по правам человека и Конвенции о ликвидации всех форм дискриминации в отношении женщин. Бангладеш поддержал кандидатуру Бразилии на должность генерального директора Всемирной торговой организации. Бразилия также предоставила Бангладеш помощь в размере 3 миллионов долларов США на борьбу со стихийными бедствиями.

## Сотрудничество в сфере культуры, образования и сельского хозяйства
В 2011 году Бразилия предложила подписать соглашение о сотрудничестве в различных потенциальных секторах, включая сельское хозяйство, здравоохранение, образование и спорт. В 2014 году Бразилия выразила заинтересованность в расширении сотрудничества с Бангладеш в целях развития сельского хозяйства.

## Экономические отношения
По состоянию на 2017 год объём товарооборота между странами составил сумму 1,7 миллиарда долларов США. Экспорт Бразилии в Бангладеш: сельскохозяйственная продукция, в частности сахар. Экспорт Бангладеш в Бразилию: джут, одежда и фармацевтическая продукция. Профицит торгового баланса сильно смещен в пользу Бразилии.